# 두 번째 숨결 (2007년 영화)
두 번째 숨결(프랑스어: Le Deuxième Souffle)은 프랑스에서 제작된 알랭 코르노 감독의 2007년 범죄, 드라마, 미스터리 영화이다. 다니엘 오떼유 등이 주연으로 출연하였고 로랑 페틴 등이 제작에 참여하였다.

## 출연

### 주연
- 다니엘 오떼유
- 모니카 벨루치

### 조연
- 미셀 블랑
- 자크 뒤트롱
- 에릭 칸토나
- 질베르트 멜키
- 니콜라스 뒤보셸
- 다니엘 듀발
- 필리프 나옹
- 쟝 폴 보나이레
- 장 클로드 더핀
- 앨버트 골드버그
- 이베스 램브러트
- 제럴드 라로체

## 제작진
- 원작자: 호세 지오바니